# Brahmèids
Els brahmèids (Brahmaeidae) són una família de lepidòpters glossats del clade Ditrysia.

## Taxonomia
La família Brahmaeidae inclou 8 gèneres i 65 espècies:
- Acanthobrahmaea
- Brachygnatha
- Brahmaea
- Brahmaeops
- Brahmidia
- Calliprogonos
- Dactyloceras
- Spiramiopsis